# Молекулярний дескриптор
Молекуля́рний дескри́птор — числове представлення молекулярних властивостей, включаючи пов'язані з об'ємом властивості (наприклад, logP, молекулярна маса), двовимірні особливості (сполучення атомів), або тривимірні особливості (форма молекули).
«Молекулярний дескриптор — це кінцевий результат логічної та математичної процедури, яка перетворює хімічну інформацію, закодовану в символічному представленні молекули, на корисне число або результат якогось стандартизованого експерименту».